# Museu de Sant'Ana

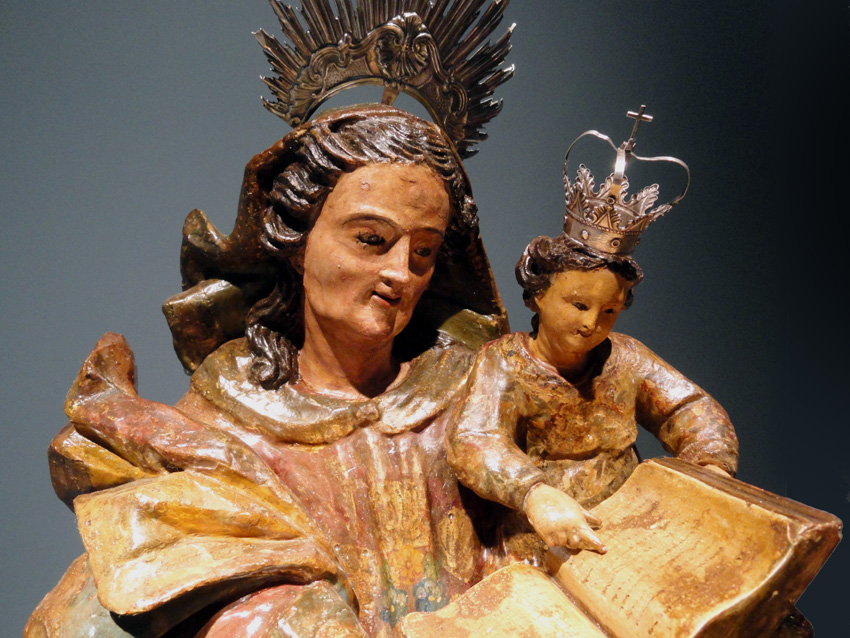
Detalhe de uma das obras do acervo.

O Museu de Sant'Ana é um museu de arte da cidade brasileira de Tiradentes, no estado de Minas Gerais.
Foi fundado em 2014 sob os auspícios do Instituto Cultural Flávio Gutierrez, contando com um acervo de 291 estátuas de Santa Ana, tipologia na qual é especializado e o único neste gênero em todo o país. Santa Ana é a padroeira dos mineradores e protetora dos lares e da família, e desde o período colonial sua devoção ganhou fundas raízes e se disseminou amplamente pelo Brasil.
As obras foram coletadas ao longo de 40 anos por Angela Gutierrez, colecionadora de arte e presidente do Instituto, procedentes de todas as regiões do Brasil, e realizadas em várias técnicas e estilos, da arte popular à erudita, das miniaturas a peças de grandes dimensões, cobrindo um período que vai do século XVII ao século XIX.
Na inauguração, todo o acervo foi doado ao Instituto do Patrimônio Histórico e Artístico Nacional (IPHAN), mas o museu preservará o usufruto da coleção por 30 anos. A presidente do IPHAN, Jurema Machado, qualificou a coleção como "valiosíssima". Heloísa Starling, vice-reitora da Universidade Federal de Minas Gerais e responsável pelo campus de Tiradentes, disse que "a criação do museu é importante, pois Tiradentes passa a contar com um museu que não existe similar no país. Isto trará um efeito positivo no turismo da cidade", disponibilizando também, com seu acervo, novos recursos para a pesquisa.
O museu foi instalado no prédio histórico da antiga Cadeia Pública de Tiradentes, datado de c. 1730, que foi restaurado e adaptado à nova função, criando-se no subsolo espaços para recepção, loja, cursos e exposições de artistas convidados.